# Парламентские выборы в Лихтенштейне (1957)

Парламентские выборы в Лихтенштейне проходили 1 сентября 1957 года.
Прогрессивная гражданская партия получила 8 мест из 15 мест Ландтага. Тем не менее, было сформировано коалиционное правительство Прогрессивной гражданской партии с Патриотическим союзом

## Результаты
| Партия                                 | Партия                                 | Голосов | %    | Мест | +/– |
| -------------------------------------- | -------------------------------------- | ------- | ---- | ---- | --- |
|                                        | Прогрессивная гражданская партия       | 1 689   | 52,3 | 8    | 0 ▬ |
|                                        | Патриотический союз                    | 1 537   | 47,6 | 7    | 0 ▬ |
| Недействительных/пустых бюллетеней     | Недействительных/пустых бюллетеней     | 66      | —    | —    | —   |
| Всего                                  | Всего                                  | 3 292   | 100  | 15   | 0   |
| Зарегистрированных избирателей/Явка, % | Зарегистрированных избирателей/Явка, % | 3 525   | 93,4 | –    | –   |
| Источник: Nohlen & Stöver              |                                        |         |      |      |     |